# Mouette rosée
Rhodostethia rosea
Genre
Espèce
Statut de conservation UICN

 LC  : Préoccupation mineure
La Mouette rosée (Rhodostethia rosea), parfois dite Mouette de Ross, est une espèce d'oiseaux de la famille des Laridae. C'est la seule espèce du genre Rhodostethia.

## Répartition
Cet oiseau niche à travers l'Arctique et hiverne dans les mers de Bering et d'Okhotsk. Il est accidentel en Europe occidentale (notamment en Belgique ).

## Alimentation
Durant la saison de reproduction, la mouette rosée est principalement insectivore. Elle se nourrit notamment de coléoptères et de diptères. Durant la migration et l'hiver, elle se nourrit de petits poissons ainsi que des mollusques et crustacés nageant près de la surface de l'eau.